# ASU-85
ASU-85（ロシア語: АСУ-85（Аавиадесантная Самоходная -артиллерийская Установка -85："空挺自走砲”（85mm砲型）の意）は、ソビエト連邦によって開発された空挺戦車である。

## 概要
ASU-85は、正確に表現するなら対戦車自走砲である。PT-76水陸両用軽戦車の車体を流用して開発され、1980年代までソビエト空挺軍の主要装備として運用された。
ソビエト連邦軍空挺部隊支援用の装甲車両としてASU-57が開発され実用化されると、続いてより強力な空挺部隊支援車両の開発が求められた。開発中の新型のAn-12大型輸送機は高い不整地着陸性能を持つとされていたため、パラシュートによる空中投下の条件を考慮しなくてもよい替わりに、ASU-57よりも武装、装甲共に優れたものが要求された。
これに応えるため、PT-76水陸両用軽戦車の走行装置と機関部を流用した新型車体に、既存の85mm戦車砲の改良型であるD-70 85mm戦車砲を搭載する、新型空挺自走砲の基礎設計が固まった。
1950年代の終わりにはASU-85としてソビエト空挺軍に制式採用され、西側諸国で存在が確認されたのは1960年のことである。

## 特徴

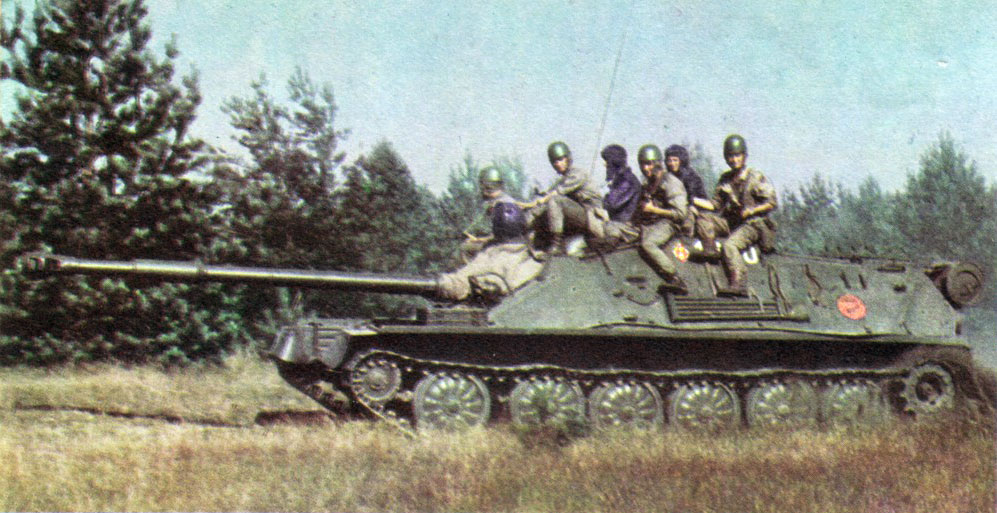
空挺歩兵を跨乗させたポーランド軍ASU-85の側面
車高の低さと砲身の長さが印象的である

本車は、戦闘室がオープントップとなっていたASU-57空挺自走砲とは異なり、車体上部に完全密閉式の固定戦闘室を備えており、装甲は前面45mm、その他の部分で7-15mmと、ASU-57空挺自走砲より格段に強化されていた。高さを抑えた戦闘室の前面装甲は大きく傾斜して高い避弾経始を有しており、T-34中戦車並の装甲防御力を有していた。
戦闘室前面に装備された主砲は左右各15度、俯仰角は-4.5~+15度の限定旋回式で、主砲のD-70 85mm戦車砲は既存の85mm戦車砲を軽量化したものだが、砲口初速を大幅に向上させるなどの改良がなされている。副武装として、PKT 7.62mm機関銃が主砲防盾に同軸装備されている。
足周りにはPT-76のものがほぼそのまま使用され、片側6個の大直径転輪で構成されている。エンジンは、V-6直列6気筒液冷ディーゼルエンジン（240hp）を搭載しており、ASU-57に比べて大幅に機動力を向上させていた。
また、当時のソビエト連邦軍の核戦争下の戦闘行動を重視した戦闘ドクトリンに対応するため、対放射線防御システム（PAZ）も装備されている。
ASU-85空挺自走砲の車台は、ZSU-23-4 シルカ対空自走砲や、2K12 クープ（SA-6 ゲインフル）地対空ミサイルシステムの2P25（2П25）自走式3連装発射機や1S91（1С91）自走式レーダー車などに流用されている。

## 配備・運用

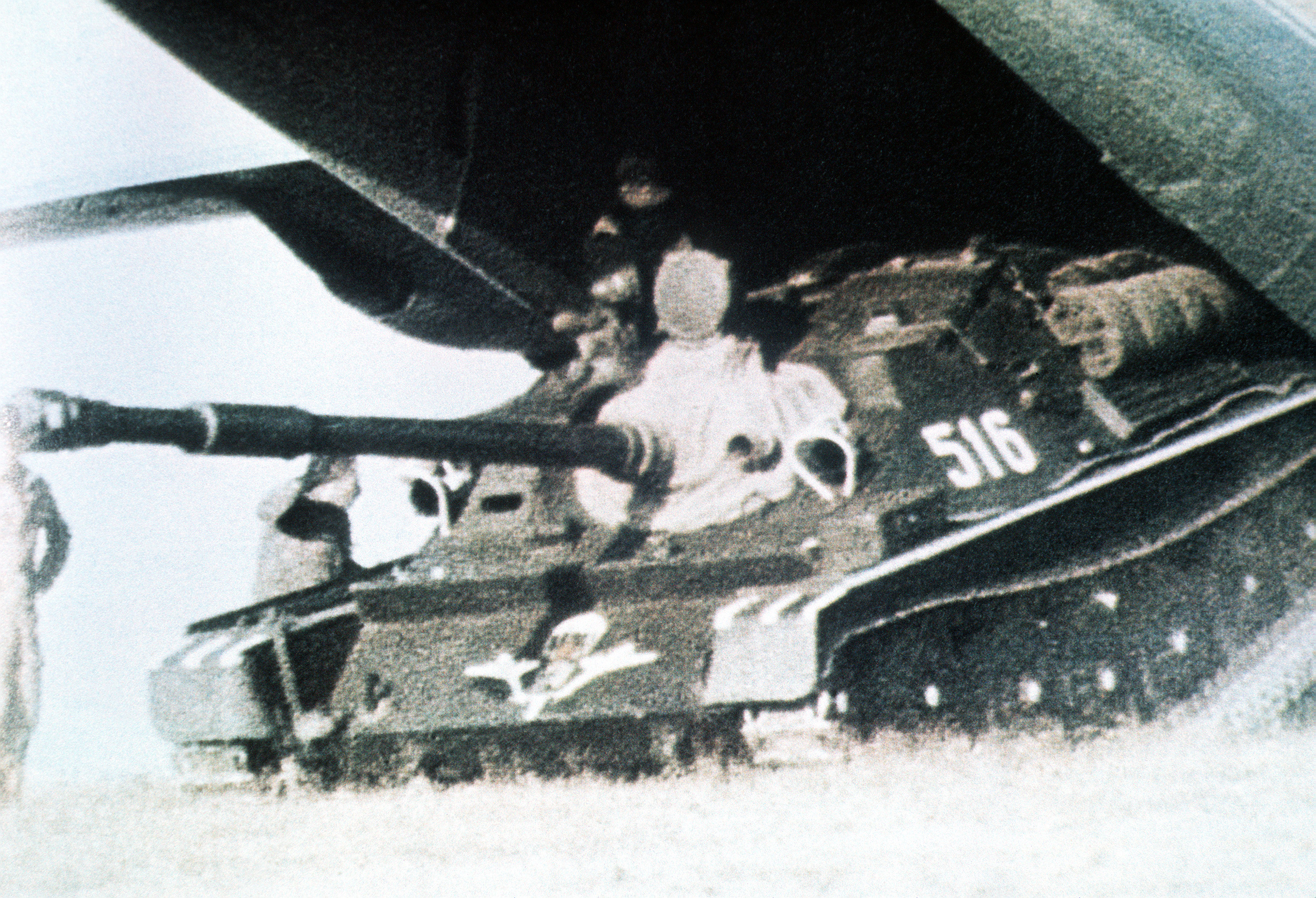
An-12輸送機より降車するASU-85

ASU-85は、空挺師団内の空挺対戦車自走砲大隊に配属され、パラシュート投下可能なASU-57空挺自走砲と並行して装備された。ASU-85は、航空機から直接空挺投下する事は不可能であるが、パラシュート降下した部隊が確保した地帯へ輸送機で空輸され、その後の侵攻作戦を支援するための支援兵器という位置づけであった。
1967年には生産は終了されたが、これは、後継となるBMD空挺戦闘車シリーズの開発が進められたためである。
ソビエト空挺軍では1990年まで使用され、1968年8月のチェコ動乱、1979年12月のアフガニスタン侵攻作戦にも投入されている。
ソビエト以外では、小数がポーランド軍空挺部隊に供与された。

## 登場作品
『War Thunder』
ランク4、ソ連軽戦車ツリーにて開発可能。